# لودرینو
لودرینو (به ایتالیایی: Lodrino) یک کومونه در ایتالیا است که در استان برشا واقع شده‌است.

## خصوصیات
لودرینو ۱۶ کیلومترمربع مساحت و ۱٬۷۷۳ نفر جمعیت دارد.